# Тонга на Светском првенству у атлетици на отвореном 2007.
Тонга је учествовала на 11. Светском првенству у атлетици на отвореном 2007. одржаном у Осакиу од 25. августа до 2. септембра. Ово је било једанаесто светско првенство на отвореном, на којем је Тонга учествовала. Репрезентацију Тоге  представљало је  двоје атлетичара који су се такмичили у две дисциплине]].
На овом првенству Тонга није освојила ниједну медаљу, бацачица кугле Ана Пухила је поправила лични рекорд у бацању кугле.

## Учесници
| Мушкарци: - Aisea Tohi — 100 м | Жене: - Ана Пухила — Бацање кугле |  |

## Резултати

### Мушкарци
| Атлетичар  | Дисциплина | Лични рекорд | Предтакмичење | Предтакмичење | Квалификације        | Квалификације        | Полуфинале           | Полуфинале           | Финале               | Финале       | Детаљи |
| Атлетичар  | Дисциплина | Лични рекорд | Резултат      | Место         | Резултат             | Место                | Резултат             | Место                | Резултат             | Место        | Детаљи |
| ---------- | ---------- | ------------ | ------------- | ------------- | -------------------- | -------------------- | -------------------- | -------------------- | -------------------- | ------------ | ------ |
| Aisea Tohi | 100 м      |              | 11,10 ЛР      | 7. у гр. 5    | Није се квалификовао | Није се квалификовао | Није се квалификовао | Није се квалификовао | Није се квалификовао | 54 / 66 (68) |        |

### Жене
| Атлетичарка | Дисциплина   | Лични рекорд | Квалификације | Квалификације | Финале                | Финале       | Детаљи |
| Атлетичарка | Дисциплина   | Лични рекорд | Резултат      | Место         | Резултат              | Место        | Детаљи |
| ----------- | ------------ | ------------ | ------------- | ------------- | --------------------- | ------------ | ------ |
| Ана Пухила  | Бацање кугле | 17,09        | 16,62         | 13. у гр. А   | Није се квалификовала | 23 / 27 (28) |        |